# Велика Ружа
Велика Ружа — річка в Україні, у Перечинському районі Закарпатської області. Ліва притока Тур'ї (басейн Дунаю).

## Опис
Довжина річки приблизно 6,3 км.

## Розташування
Бере початок на північно-східних схилах хребта Липова Скала (896 м). Спочатку тече на північний захід, а потім на північний схід через село Тур'ї Ремети і там впадає у річку Тур'ю, ліву притоку Ужа. 
Річку перетинає автомобільна дорога Т 0712.